# Louis Dunière
Pour les articles homonymes, voir Dunière.
Louis Dunière (né le 7 mai 1723 - décédé le 31 mai 1806) est un homme d'affaires et homme politique canadien. Il était le député de Hertford de 1792 à 1796 à la chambre d'assemblée du Bas-Canada pour le parti canadien.